# Медаль Джеймса Крейга Вотсона

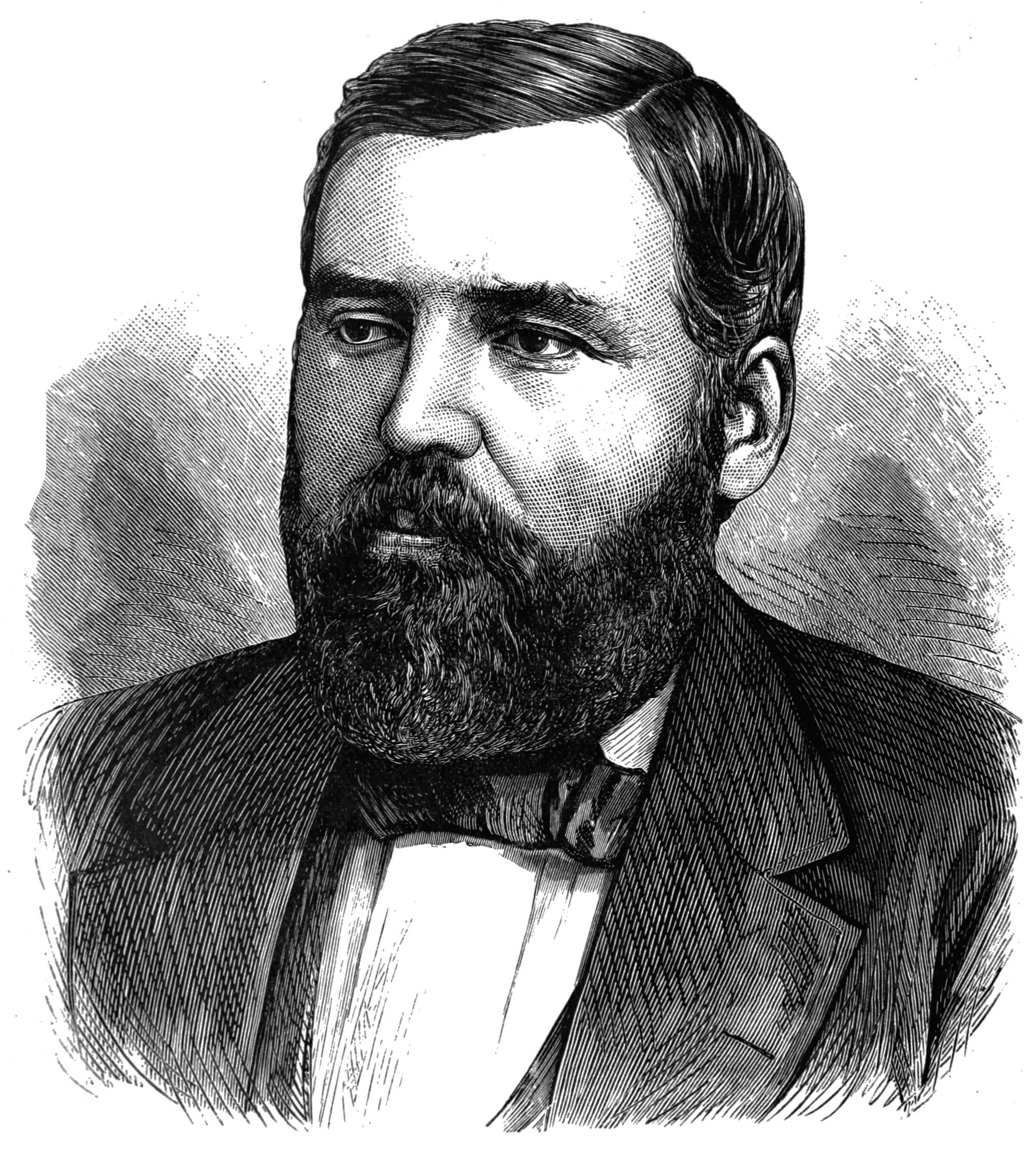
Джеймс Крейг Вотсон (1838—1880)

Меда́ль Дже́ймса Кре́йга Во́тсона (англ. James Craig Watson Medal) — наукова нагорода, яку присуджує останнім часом (з 2010) що два роки Національна академія наук США за внесок в астрономію. Назву нагороді присвоєно на честь канадсько-американського астронома Д. К. Вотсона, на кошти якого її було засновано. Разом з бронзовою медаллю лауреату вручають $25 000 і $50 000 спрямовують на підтримання його досліджень.

## Нагороджені медаллю Джеймса Крейга Вотсона
| Рік  | Лауреат                           | Обґрунтування нагороди |
| ---- | --------------------------------- | --- |
| 1887 | Бенджамін Апторп Гулд             | За його цінні праці упродовж майже сорока років у справі сприяння прогресу астрономічної науки Оригінальний текст (англ.) [For his valuable labors for nearly forty years in promoting the progress of astronomical science] Помилка: [undefined] Помилка: {{Lang}}: немає тексту (допомога): не вказано код мови (допомога) |
| 1889 | Едуард Шенфельд                   | За його внесок у каталогізацію і картографування зірок, видимих в наших широтах, і особливо за його нещодавно опублікований південний Durchmusterung Оригінальний текст (англ.) [For his services in cataloguing and mapping the stars visible in our latitudes, and especially for his recently published southern Durchmusterung] Помилка: [undefined] Помилка: {{Lang}}: немає тексту (допомога): не вказано код мови (допомога) |
| 1891 | Артур Ауверс                      | За його дослідження в сидеральній астрономії, включаючи оброблення спостережень Бредлі Оригінальний текст (англ.) [For his researches in sidereal astronomy, including the reduction of Bradley's observations] Помилка: [undefined] Помилка: {{Lang}}: немає тексту (допомога): не вказано код мови (допомога) |
| 1894 | Сет Карло Чандлер                 | За його дослідження щодо варіацій широти Оригінальний текст (англ.) [For his researches on the variations of latitude] Помилка: [undefined] Помилка: {{Lang}}: немає тексту (допомога): не вказано код мови (допомога) |
| 1899 | Девід Гілл                        | За його роботу щодо вдосконалення застосування геліометра до астрономічних вимірювань, що призвело до важливого прогресу в астрономії точності, особливо у визначенні паралаксів Сонця і зірок та розташування планет Оригінальний текст (англ.) [For his work in perfecting the application of heliometer to astronomical measurements, which has resulted in an important advance in astronomy of precision, especially in the determination of parallaxes of the sun and stars and of the position of the planets] Помилка: [undefined] Помилка: {{Lang}}: немає тексту (допомога): не вказано код мови (допомога) |
| 1913 | Якобус Корнеліус Каптейн          | На знак визнання його сміливих і проникливих досліджень у проблемі будови зоряного Всесвіту Оригінальний текст (англ.) [In recognition of his bold and penetrating researches in the problem of the structure of the stellar universe] Помилка: [undefined] Помилка: {{Lang}}: немає тексту (допомога): не вказано код мови (допомога) |
| 1916 | Армін Отто Лейшнер                | За вміння та навички, виявлені при керівництві роботами з підготовки таблиць астероїдів Ватсона, використання оригінальних методів та приведення до результатів цінних для небесної механіки Оригінальний текст (англ.) [For the skill and ability shown in supervising the preparation of the tables of the Watson asteroids, involving original methods, and leading to results of value to celestial mechanics.] Помилка: [undefined] Помилка: {{Lang}}: немає тексту (допомога): не вказано код мови (допомога) |
| 1924 | Карл Шарльє                       | За його видатний внесок в астрономічну науку про рух і розподіл зірок, а також у небесну механіку Оригінальний текст (англ.) [For his outstanding contributions to astronomical science concerning motion and distribution of the stars, and in celestial mechanics] Помилка: [undefined] Помилка: {{Lang}}: немає тексту (допомога): не вказано код мови (допомога) |
| 1929 | Віллем де Сіттер                  | На знак визнання його досліджень в астрономії Оригінальний текст (англ.) [In recognition of his research in astronomy] Помилка: [undefined] Помилка: {{Lang}}: немає тексту (допомога): не вказано код мови (допомога) |
| 1936 | Ернест Вільям Браун               | — |
| 1948 | Альфред Самуель Мітчелл           | За його спостереження сонячних затемнень, зокрема за детальне вивчення спектру хромосфери, яке зробило значний внесок у наші знання про атмосферу Сонця Оригінальний текст (англ.) [For his observations of solar eclipses, in particular a detailed study of the spectrum of the chromosphere which has contributed notably to our knowledge of the sun's atmosphere] Помилка: [undefined] Помилка: {{Lang}}: немає тексту (допомога): не вказано код мови (допомога) |
| 1951 | Герберт Р. Морган                 | За його визначний внесок у фундаментальну астрономію, точніше за його інтерпретацію спостережень з використанням меридіанного кола Оригінальний текст (англ.) [For his distinguished contributions to fundamental astronomy, more specifically his interpretation of transit circle observations] Помилка: [undefined] Помилка: {{Lang}}: немає тексту (допомога): не вказано код мови (допомога) |
| 1955 | Честер Б. Воттс                   | — |
| 1957 | Джордж Ван-Бісбрук                | За вартий уваги внесок в астрономію Оригінальний текст (англ.) [For his noteworthy contributions to astronomy] Помилка: [undefined] Помилка: {{Lang}}: немає тексту (допомога): не вказано код мови (допомога) |
| 1960 | Хаґіхара Юсуке                    | На знак визнання його вагомого внеску в астрономію Оригінальний текст (англ.) [In recognition of his noteworthy contributions to astronomy] Помилка: [undefined] Помилка: {{Lang}}: немає тексту (допомога): не вказано код мови (допомога) |
| 1961 | Отто Гекман                       | — |
| 1964 | Віллем Якоб Лейтен                | За видатний внесок у розуміння зірок типу «білий карлик» Оригінальний текст (англ.) [For his outstanding contributions to the understanding of "white-dwarf" stars] Помилка: [undefined] Помилка: {{Lang}}: немає тексту (допомога): не вказано код мови (допомога) |
| 1965 | Пол Герґет                        | За його наукові досягнення в галузі небесної механіки та обчислення орбіт, і особливо за його внесок у вивчення орбіт астероїдів Оригінальний текст (англ.) [For his scientific accomplishments in celestial mechanics and orbit computation, and particularly for his contributions to the knowledge of the orbits of asteroids] Помилка: [undefined] Помилка: {{Lang}}: немає тексту (допомога): не вказано код мови (допомога) |
| 1966 | Воллес Джон Еккерт                | За його новаторський внесок у наукові обчислення та теорію руху Місяця Оригінальний текст (англ.) [For his pioneering contributions to scientific computing and to the theory of the motion of the moon] Помилка: [undefined] Помилка: {{Lang}}: немає тексту (допомога): не вказано код мови (допомога) |
| 1969 | Юрген Мозер                       | — |
| 1972 | Андре Депрі                       | На знак визнання вирішення проблеми руху Місяця навколо Землі завдяки адаптації сучасної обчислювальної техніки до виконання алгебричних, а не арифметичних операцій Оригінальний текст (англ.) [In recognition of his resolution of the problem of lunar motion around the earth through his adaption of modern computing machinery to algebraic rather than arithmetic operations] Помилка: [undefined] Помилка: {{Lang}}: немає тексту (допомога): не вказано код мови (допомога) |
| 1975 | Джеральд Моріс Клеменс            | За його довгу і видатну кар'єру в динамічній астрономії та незалежне визначення абсолютно нової та точнішої теорії руху Марса Оригінальний текст (англ.) [For his long and distinguished career in Dynamical Astronomy and his independent determination of a completely new and more accurate Theory of the Motion of Mars] Помилка: [undefined] Помилка: {{Lang}}: немає тексту (допомога): не вказано код мови (допомога) |
| 1979 | Чарлз Томас Коваль                | За його варті уваги астрономічні відкриття, зокрема Хірона, Леди та численних наднових Оригінальний текст (англ.) [For his noteworthy astronomical discoveries, particularly of Chiron, Leda, and numerous supernovae] Помилка: [undefined] Помилка: {{Lang}}: немає тексту (допомога): не вказано код мови (допомога) |
| 1982 | Стентон Д. Піл                    | За його внесок у динаміку тіл Сонячної системи, особливо за розрахунки, що ведуть до прогнозування вулканічної активності на Іо, що знайшло переконливе підтвердження на світлинах Вояджера Оригінальний текст (англ.) [For his contributions to the dynamics of solar-system bodies, especially for calculations leading to the prediction of volcanic action on Io, dramatically verified by Voyager photography] Помилка: [undefined] Помилка: {{Lang}}: немає тексту (допомога): не вказано код мови (допомога) |
| 1985 | Кент Форд                         | За його роботу в галузі покращення зображень і галактичної динаміки, що зробила великий внесок у визначення характеристик невидимої матерії в галактиках Оригінальний текст (англ.) [For his work in the area of image enhancement and galactic dynamics, which has contributed greatly to the characterization of the unseen matter in galaxies] Помилка: [undefined] Помилка: {{Lang}}: немає тексту (допомога): не вказано код мови (допомога) |
| 1986 | Роберт Бенжамін Лейтон            | За його роботу як творця і користувача нових інструментів і обладнання, які відкрили для нас цілі нові галузі астрономії — сонячних коливань, інфрачервоних досліджень, спінових телескопів та великих відбивачів міліметрових хвиль Оригінальний текст (англ.) [For his work as creator and exploiter of new instruments and techniques that have opened whole new areas of astronomy to us all--solar oscillations, infrared surveys, spun telescopes, and large millimeter-wave reflectors] Помилка: [undefined] Помилка: {{Lang}}: немає тексту (допомога): не вказано код мови (допомога) |
| 1991 | Мартен Шмідт                      | Перший, хто зрозумів надзвичайні відстані та світність квазізоряних джерел, і став піонером у їх використанні для дослідження зовнішніх меж нашого Всесвіту Оригінальний текст (англ.) [First to grasp the extraordinary distances and luminosities of quasi-stellar sources and a pioneer in their use to probe the outer limits of our universe] Помилка: [undefined] Помилка: {{Lang}}: немає тексту (допомога): не вказано код мови (допомога) |
| 1994 | Ясуо Танака                       | За його лідерство в рентгенівській астрономії від самого початку та його вирішальну роль у забезпеченні співпраці США та Японії в місії ASCA, прекрасного прикладу міжнародної співпраці в науці Оригінальний текст (англ.) [For his leadership in X-ray astronomy since its beginning, and his crucial role in enabling the U.S./Japanese collaboration in the ASCA mission, a beautiful example of international cooperation in sciences] Помилка: [undefined] Помилка: {{Lang}}: немає тексту (допомога): не вказано код мови (допомога) |
| 1998 | Керолін Шумейкер Юджин Шумейкер   | За їхнє кропітке дослідження, яке призвело до відкриття понад 800 астероїдів і 32 комет, включаючи спільне відкриття комети Шумейкера-Леві, комети, по якій велось перше спостереження її зіткнення з планетою Оригінальний текст (англ.) [For their painstaking research, which led to the discovery of more than 800 asteroids and 32 comets, including their co-discovery of Comet Shoemaker-Levy, the first comet observed colliding with a planet] Помилка: [undefined] Помилка: {{Lang}}: немає тексту (допомога): не вказано код мови (допомога) |
| 2001 | Девід Тод Вілкінсон               | За елегантні прецизійні вимірювання, проведені Вілкінсоном, його учнями та їхніми учнями універсального випромінювання, близького до чорного тіла, але надзвичайно багатого свідченнями космічної еволюції Оригінальний текст (англ.) [For elegant precision measurements by Wilkinson, his students, and their students, of universal radiation that is close to blackbody yet wonderfully rich in evidence of cosmic evolution] Помилка: [undefined] Помилка: {{Lang}}: немає тексту (допомога): не вказано код мови (допомога) |
| 2004 | Вера Рубін                        | За плідні спостереження за темною матерією в галактиках, масштабних відносних рухів галактик та за щедре наставництво молодих астрономів, чоловіків та жінок Оригінальний текст (англ.) [For her seminal observations of dark matter in galaxies, large-scale relative motions of galaxies, and for generous mentoring of young astronomers, men and women] Помилка: [undefined] Помилка: {{Lang}}: немає тексту (допомога): не вказано код мови (допомога) |
| 2007 | Michael F. Skrutskie Roc M. Cutri | За їхню монументальну роботу по розробці та запровадженню спостереження 2MASS тим самим забезпечуючи захопливі різноманітні дослідження в астрономії та астрофізиці Оригінальний текст (англ.) [For their monumental work in developing and completing the Two Micron All-Sky Survey, thus enabling a thrilling variety of explorations in astronomy and astrophysics] Помилка: [undefined] Помилка: {{Lang}}: немає тексту (допомога): не вказано код мови (допомога) |
| 2010 | Маргарет Геллер                   | За її роль у критичних відкриттях, що стосуються широкомасштабної структури Всесвіту, за глибокий аналіз галактик у групах та скупченнях та за те, що вона стала моделлю для наставництва молодих вчених Оригінальний текст (англ.) [For her role in critical discoveries concerning the large-scale structure of the Universe, for her insightful analyses of galaxies in groups and clusters, and for her being a model in mentoring young scientists] Помилка: [undefined] Помилка: {{Lang}}: немає тексту (допомога): не вказано код мови (допомога) |
| 2012 | Джеремія Острікер                 | За його основний внесок у теорію міжзоряного та міжгалактичного середовища, його космологічне моделювання, яке допомагає висвітлити становлення та еволюцію структури у Всесвіті, його теоретичний внесок у існування ореолів темної матерії навколо галактик та його відданість науковій та академічній спільноті через служіння як проректор, розробник слоанівського цифрового огляду неба і як наставник поколінь молодих астрономів Оригінальний текст (англ.) [For his seminal contributions to the theory of the interstellar and intergalactic medium, his cosmological simulations that help illuminate the formation and evolution of structure in the universe, his theoretical contribution to the existence of Dark Matter halos around galaxies, and his dedication to the scientific and academic communities through service as provost, builder of the Sloan Digital Sky Survey and as a mentor of generations of young astronomers] Помилка: [undefined] Помилка: {{Lang}}: немає тексту (допомога): не вказано код мови (допомога) |
| 2014 | Роберт Кіршнер                    | Его работа, у якій студенты використовували криві блиску наднових як калібрувальних стандартних свічок, надала докази прискореного розширення Всесвіту. Темна енергія, отримана внаслідок цього є однією з найглибших загадок сучасної науки Оригінальний текст (англ.) [His work, with students using supernova light curves as calibrated standard candles, has provided evidence for an accelerating expansion of the universe. The dark energy inferred from this result is one of the deepest mysteries of modern science] Помилка: [undefined] Помилка: {{Lang}}: немає тексту (допомога): не вказано код мови (допомога) |
| 2016 | Timothy M. Brown                  | За його далекоглядні наукові та технічні досягнення, які були критично важливими для областей геліосейсмології, астеросейсмології та нової галузі спектроскопії транзитних екзопланет, а також за його вирішальну роль у допомозі новому поколінню вчених та установ досягти успіху Оригінальний текст (англ.) [For his visionary scientific and technical advancements that have been critical to the fields of helioseismology, asteroseismology, and the emerging field of spectroscopy of transiting exoplanets, and for his critical role in helping a new generation of scientists and facilities to succeed] Помилка: [undefined] Помилка: {{Lang}}: немає тексту (допомога): не вказано код мови (допомога) |
| 2018 | Евіна ван Дісхук                  | За її великий внесок в галузі молекулярної астрофізики і астрохімії. Об'єднуючи теоретичну хімію, лабораторні дослідження та астрономічні спостереження з допомогою багатьох приладі, Евіна ван Дісхук вдосконалила наші знання про міжзоряні процеси та фізичні умови в зоряних областях та протопланетарних дисках Оригінальний текст (англ.) [For her many important contributions to the field of molecular astrophysics and astrochemistry. Bringing together theoretical chemistry, laboratory studies, and astronomical observations with many instruments, Ewine van Dishoeck has advanced our knowledge of interstellar processes, and of the physical conditions in star-forming regions and protoplanetary disks] Помилка: [undefined] Помилка: {{Lang}}: немає тексту (допомога): не вказано код мови (допомога) |
| 2020 | Ліза Кьюлі                        | За її фундаментальний внесок у наше розуміння зіткнень галактик, космічних величин хімічних речовин, галактичної енергетики та історії формування зірок галактик шляхом з'ясування ключових процесів у галактиках, що утворюють зірки, включаючи фізику туманності, нарощення надмасивними чорними дірами та збагачення киснем Оригінальний текст (англ.) [For her fundamental contributions to our understanding of galaxy collisions, cosmic chemical abundances, galactic energetics, and the star-formation history of galaxies by elucidating key processes in star-forming galaxies, including nebular physics, accretion by supermassive black holes, and oxygen enrichment] Помилка: [undefined] Помилка: {{Lang}}: немає тексту (допомога): не вказано код мови (допомога) |